# Yeti
Ten artykuł dotyczy stworzenia, którego istnienia nie potwierdza współczesna zoologia.
Yeti – przyjęta powszechnie na Zachodzie nazwa mitycznego przedstawiciela niezidentyfikowanego gatunku (gatunków) zwierzęcia lub człowieka, występującego jakoby w odludnych, wysokogórskich rejonach Himalajów (Indie, Nepal, Tybet, Bhutan) oraz Syberii; obiekt badań kryptozoologii. Tybetańczycy tę rzekomą, tajemniczą, budzącą strach istotę nazywają kanguli, Nepalczycy natomiast yeti.

## Doniesienia o istnieniu

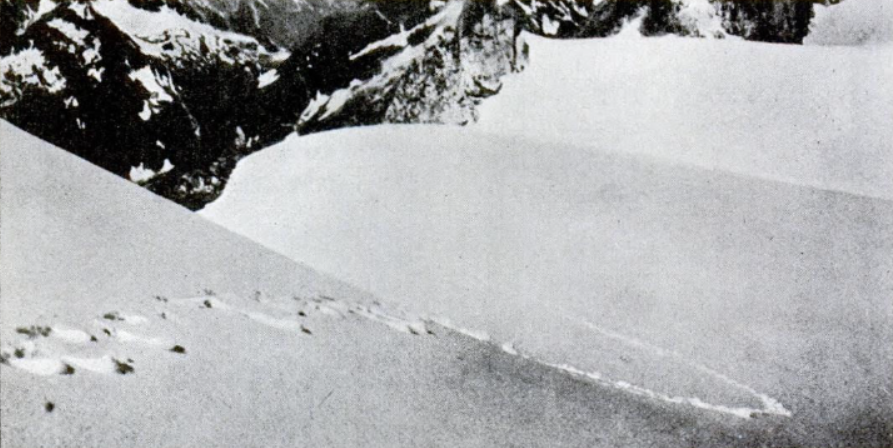
Rzekome ślady Yeti znalezione przez Franka Smythe'a w 1937 roku

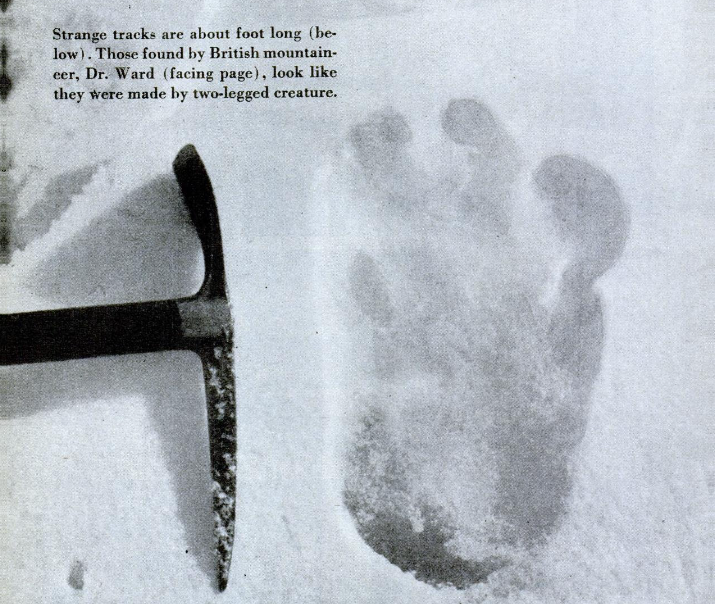
Rzekomy odcisk stopy Yeti. Zdjęcie zostało zrobione na lodowcu Menlung podczas wyprawy na Everest przez Erica Shiptona w 1951 roku.

Wiara w istnienie yeti jest dość powszechna wśród tubylców. Tajemnicze istoty były również kilkunastokrotnie obserwowane przez zachodnich podróżników himalaistów, znacznie częściej jednak zauważano przypisywane im odciski stóp na powierzchni śniegu (pierwsze wzmianki w zachodniej literaturze z XIX wieku). Zoologowie po raz pierwszy dowiedzieli się o przypuszczalnym występowaniu takiego stworzenia w 1832 roku. Anglik B.H. Hodgson pisał wtedy, że jego miejscowi tragarze uciekli wysoko w górach przed dużą, przypominającą małpę istotą. On sam jednak jej nie widział.
Na podstawie opisów tubylców, analizy odkrytych śladów oraz relacji z domniemanych obserwacji, yeti można scharakteryzować jako dużą, dwunożną istotę, o postawie wyprostowanej, silnie owłosioną lub raczej pokrytą ciemnym, rzadziej rudym albo srebrzystym futrem, zbliżoną wyglądem do niedźwiedzia, wielkiej małpy człekokształtnej czy wręcz istoty ludzkiej. Niekiedy mowa jest o zbliżonej do ludzkiej budowie twarzy i łap (dłoni), itp. Według innych relacji są to istoty podobne do wielkich małp.
Przeważająca liczba kryptozoologów zaprzecza jednak istnieniu yeti, uważając je za istoty legendarne. Przemawia za tym brak przekonujących, bezpośrednich dowodów na ich istnienie, np. w postaci fotografii, zwłok czy wreszcie schwytania żywego osobnika tego gatunku.
- Yeti rzekomo żyje na wysokości ponad 5000 m n.p.m., w miejscach odludnych, pokrytych śniegiem i w większości dotąd niezbadanych[3].
- Większość obserwacji była dokonywana w niesprzyjających warunkach, zazwyczaj z dużej odległości. Widziane obiekty mogły być złudzeniami optycznymi, znanymi gatunkami zwierząt lub po prostu ludźmi, przykładowo wędrującymi buddyjskimi czy hinduskimi ascetami (sadhu), prowadzącymi pustelniczy tryb życia w bezludnych obszarach.
- Odkryte ślady olbrzymich stóp, należące jakoby do yeti, można interpretować również jako tropy niedźwiedzia wytopione przez słońce i w ten sposób powiększone do nienaturalnych rozmiarów.
- Tak zwane „skalpy yeti”, przechowywane m.in. w tybetańskich klasztorach, w większości przypadków okazywały się fragmentami futer niedźwiedzi lub małp, niektórych z nich jednak nie udało się jednoznacznie przypisać do znanych dotychczas gatunków.
- Nie można wykluczyć fantazjowania obserwatorów lub nawet faktu, że stali się oni ofiarami celowych mistyfikacji. Wątpliwe jest to w przypadku obserwacji dokonywanych przez himalaistów na znacznych wysokościach i w dużym oddaleniu od siedzib ludzkich[4][5].
- Niektóre opowieści o spotkaniu z yeti są tak kuriozalne, iż trudno uznać je za wiarygodne. Relacja kapitana d'Auvergue z 1938 r. głosi, że gdy podczas samotnej podróży przez Himalaje uległ ślepocie śnieżnej, od niechybnej śmierci uratowała go prawie trzymetrowa istota, wyglądająca jak prehistoryczny człowiek, która opiekowała się nim do momentu odzyskania zdrowia. (Relacje tubylców wspominają raczej o wrogim stosunku yeti do ludzi, spotkania kończyły się czasami zranieniem, porwaniem lub zabiciem człowieka).
- Mało prawdopodobnym wydaje się fakt niemożności bezpośredniego zaobserwowania czy schwytania tak wielkiego zwierzęcia. Z drugiej strony, inne duże małpy człekokształtne – Szympansy z Lasu Bili, zostały odkryte dopiero w 2004 r.
- Żadna z organizowanych w XX w. dużych ekspedycji nie zdołała dostarczyć dowodów na istnienie yeti. Wśród nich najbardziej znana była wyprawa sir Edmunda Hillary'ego w 1960 r. W ciągu 10 miesięcy, mimo wykorzystania nowoczesnego sprzętu obserwacyjnego i działań na szeroką skalę, nie uzyskała ona nawet poszlak wskazujących na jego obecność. Zdaje się, że taka metoda poszukiwań z góry skazana była na niepowodzenie, ponieważ (zakładając istnienie yeti) należałoby je uznać za istoty płochliwe i unikające, o ile to możliwe, spotkań z większymi grupami ludzi. Dotychczasowe, bezpośrednie kontakty tubylców z yeti były raczej przypadkowe i niespodziewane dla obu stron.
- 4 listopada 1979 polska ekspedycja atakująca zimą szczyt Lhotse kierowana przez Andrzeja Zawadę znalazła w śniegu ślady przypisywane yeti, a Jerzy Surdel jako pierwszy w historii himalaista zdołał je sfilmować[6].
- 20 października 2008 japońska ekspedycja badająca ślady Yeti w Nepalu odkryła i udokumentowała odcisk stopy w śniegu, który kształtem przypominał stopę ludzką, lecz miał długość 20 cali (ok. 51 cm).

## Próby wyjaśnienia
Podjęto różne próby wyjaśnienia fenomenu yeti. Niektórzy (np. Desmond Doig, uczestnik wyprawy Edmunda Hillary’ego) uważają, że z yeti można utożsamiać przedstawicieli trzech różnych gatunków zwierząt. Duże, włochate zwierzęta atakujące owce, opisywane przez Szerpów, mogą być rzadkimi niedźwiedziami tybetańskimi (Ursus arctos pruinosis). Kolejnymi („małe yeti”) są gibbony (Hylobatidae), małpy z rodziny wąskonosych, chociaż Himalaje leżą poza uznawanym zasięgiem ich występowania. Trzeci to „właściwy” yeti, duża dzika małpa pokryta czarnym lub rudym futrem, dotychczas nieznana nauce.

### Małpa człekokształtna
Belgijski kryptozoolog Bernard Heuvelmans uważał yeti za żyjący gatunek wielkich małp człekokształtnych z rodzaju Gigantopithecus, znanych z wykopalisk w Azji Południowej i Wschodniej z okresu od 5 milionów do 100 tys. lat temu i nadał mu hipotetyczną nazwę łacińską Dinopithecus nivalis. Choć nie wiadomo do końca, jak poruszały się gigantopiteki, większość naukowców uważa, że ze względu na swą gigantyczną masę ciała nie były one zdolne do przemieszczania się na dwóch nogach i chodziły na wszystkich czterech łapach, jak robią to przez większość czasu współczesne goryle i szympansy, a to kłóci się z opisem dwunożnej istoty, jaką rzekomo jest Yeti.
Przez tych kryptozoologów, którzy wierzą, że Yeti jest istotą człekokształtną, jest on często uznawany za odmianę lub gatunek pokrewny Wielkiej Stopie, rzekomo żyjącej na terenie Ameryki. Opisy spotkań ludzi z tymi istotami często są podobne i w obu przypadkach najczęstszym „dowodem” ich istnienia są odciski stóp.

### Niedźwiedź
Himalaista Reinhold Messner wyraził przekonanie, że Yeti to rzeczywiste stworzenie, ale równocześnie przedstawił bardzo krytyczne stanowisko wobec twierdzeń o nieznanej człekokształtnej małpie żyjącej w Himalajach. Uważa on, że yeti to w rzeczywistości niedźwiedź tybetański. Jest to bardzo rzadki i słabo zbadany podgatunek niedźwiedzia brunatnego.
Przeprowadzone zostały analizy genetyczne próbek domniemanych włosów yeti, które dowiodły, że próbki te pochodzą od niedźwiedzi. Wstępne analizy sugerowały, że może być to nieznana forma niedźwiedzia, która mogła przetrwać w wysokich górach od plejstocenu, jednak późniejsze badania wskazują na uszkodzenie materiału genetycznego w próbce i że odpowiada on DNA współczesnego niedźwiedzia brunatnego, którego podgatunkiem jest niedźwiedź tybetański.